# Adelpha alala
Adelpha alala – gatunek motyli z rodziny rusałkowatych. Spotyka się go w Ameryce Południowej.

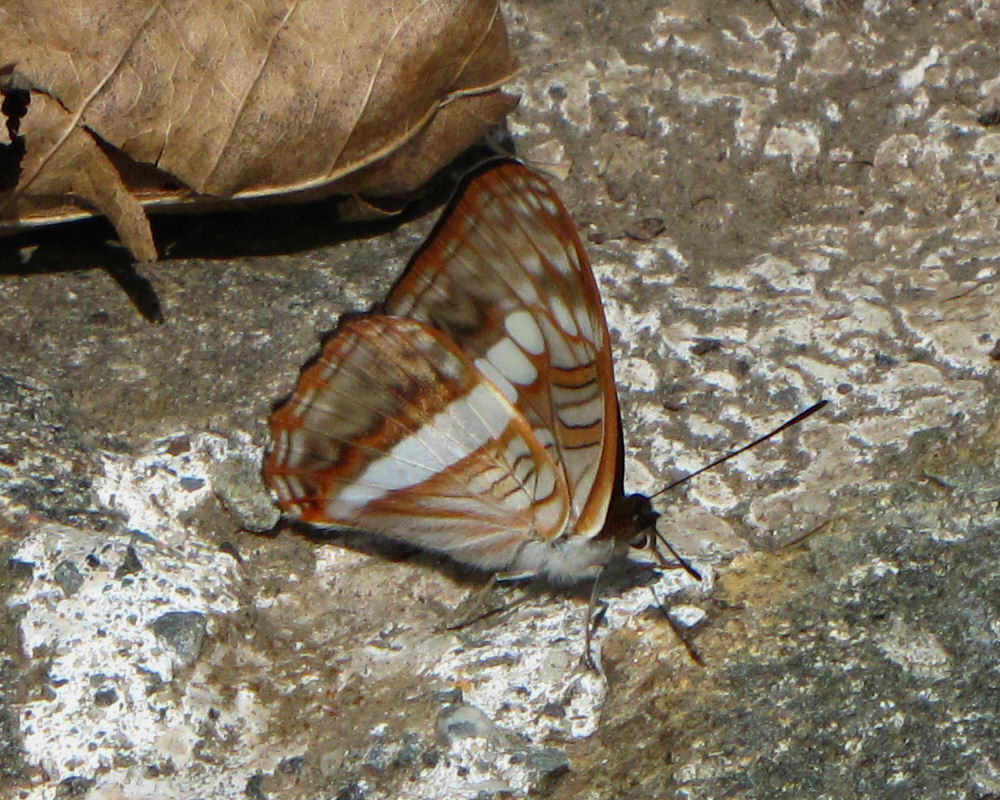

## Podgatunki
Wyróżnia się następujące podgatunki:
- A. a. alala
- A. a. completa Fruhstorfer, 1907
- A. a. negra (C. & R. Felder, 1862)
- A. a. titia Fruhstorfer, 1915